# Amálie Švábíková
Amálie Švábíková, född 22 november 1999 i Kadaň i Tjeckien, är en tjeckisk stavhoppare. Švábíková har också tävlat i snowboard på elitnivå, när hon var junior.
Hon hoppar med vänsterfattning, alltså håller staven med vänster hand högre upp, vilket är relativt ovanligt inom stavhopp.

## Karriär
2015 tog hon som femtonåring brons vid European Youth Olympic Festival i Tbilisi. Hon vann brons även nästkommande år vid Ungdomseuropamästerskapen i friidrott 2016, återigen i Tbilisi. Vid Juniorvärldsmästerskapen i friidrott 2018 i Tammerfors knep hon guldet med ett då gällande europarekord för hennes åldersklass på 4,51 meter. Vid U23-europamästerskapen i friidrott 2019 i Gävle i Sverige blev Švábíková silvermedaljör, varefter hon vid nästa U23-EM, det 2021 i Bergen i Norge, tog hem guldmedaljen.
Švábíková tog brons vid europeiska inomhusmästerskapen i friidrott 2023 i Istanbul.
Hennes personbästa och tillika nationsrekord är 4,80 meter (2025). Detta satte hon vid Olympiska sommarspelen 2024 i Paris, där hon klarade höjden i sista försöket och därmed till slut blev femma i tävlingen.
Švábíková tränas av den före detta tjeckiska stavhopperskan Jiřina Svobodová.